# Ivan Goldschmidt
Ivan Goldschmidt (Bruxelas, Bélgica, 29 de dezembro de 1958) é um cineasta belga. Como reconhecimento, foi nomeado ao Oscar 2011 na categoria de Melhor Curta-metragem por Na Weve.